# 尼古拉·马库森
尼古拉·马库森（丹麥語：Nikolaj Markussen，1988年8月1日—），丹麦前男子手球运动员。他曾代表丹麦国家队参加2012年夏季奥林匹克运动会男子手球比赛，结果获得第六名。